# فرد ألدريش
فرد ألدريش (بالإنجليزية: Fred Aldrich) هو ممثل أمريكي، ولد في 23 ديسمبر 1904 في نيويورك في الولايات المتحدة، وتوفي في 25 يناير 1979 في لوس أنجلوس في الولايات المتحدة.

## أعمال

### أفلام
- (1940) الديكتاتور العظيم[2][3]
- (1950) سانسيت بوليفارد
- (1956) حول العالم في 80 يوما[4][5][6]
- (1958) الهتاف الأخير

### مسلسلات
- باتمان

## وصلات خارجية
- فرد ألدريش على موقع IMDb (الإنجليزية)
- فرد ألدريش على موقع ألو سيني (الفرنسية)
- فرد ألدريش على موقع تيرنر كلاسيك موفيز (الإنجليزية)
- فرد ألدريش على موقع أول موفي (الإنجليزية)
- فرد ألدريش على موقع قاعدة بيانات الأفلام السويدية (السويدية)
- فرد ألدريش على موقع قاعدة بيانات الفيلم (الإنجليزية)
- فرد ألدريش على موقع كينوبويسك (الروسية)